# Adriaan Raemdonck
Adrien (Adriaan) Joseph Raemdonck (Pepingen, 16 oktober 1945) is een Vlaamse galeriehouder. Hij stichtte op 5 december 1968 Galerie De Zwarte Panter in Antwerpen.

## Biografie

### Jeugd
Adriaan Raemdonck werd geboren te Pepingen, het Pajottenland in Brabant in 1945 als zoon van Maurice Raemdonck, een paardenkoopman, en Germaine Wijns, caféuitbaatster en huismoeder. Zijn middelbare studies volgde hij in het Atheneum in Halle. Daarna studeerde hij aan het Sint-Lukasinstituut te Brussel van 1962 tot 1964, en vervolgens aan de Koninklijke Academie voor Schone Kunsten te Antwerpen van 1966 tot 1970. Tijdens zijn studentenjaren aan de Academie liep hij stage bij Paul Degueldre, decorbouwer bij de toenmalige Belgische Radio en Televisie. Hij stelde in die periode meermaals tentoon, o.a. in het kasteel van Gaasbeek in 1966.

### Carrière
Op 5 december 1968 opende Raemdonck (toen nog student aan de Antwerpse Academie) galerie De Zwarte Panter, vanuit de overtuiging een nieuwe tentoonstellingsruimte aan te bieden aan jonge beeldende kunstenaars, een huurpand op de hoek van de Wisselstraat en de Oude Beurs 2000 Antwerpen. Hiermee werd de kiem gelegd voor de tot op vandaag actieve galerie voor hedendaagse beeldende kunst in België.
Op 2 oktober 1970 verhuisde de galerie naar een nieuwe locatie in de Antwerpse Hoogstraat 70-72, een historische site met een middeleeuwse kapel in de historische binnenstad. Vervolgens breidde in het jaar 1979 de galerie zich uit met de nummer 74 van de Antwerpse Hoogstraat. Het gebouw was destijds eigendom van het toenmalige Antwerpse C.O.O., het huidige OCMW. Hier vinden talrijke culturele en artistieke evenementen plaats: boekvoorstellingen, concerten, filmvoorstellingen et cetera. Beeldende kunstenaars, muzikanten, schrijvers, curatoren, journalisten, verzamelaars en kunstliefhebbers treffen elkaar ter plaatse aan, waardoor er voortdurend sprake is van kunstzinnige kruisbestuivingen.
Daarenboven startte, tevens in 1970, Raemdonck - samen met Herbert Binneweg, Roger Vandaele (Panter Pers) en Roger Van Akelijen (Panter Print) - een ets- en zeefdruk-atelier, dat sedert 1975 onder leiding stond van Roger Vandaele (Later Roger Vandaele Editie). Het resultaat was een reeks van meer dan 200 zeefdrukaffiches en bijna 120 bibliofiele edities, waarmee galerie De Zwarte Panter zich tevens profileert, als alternatieve en experimentele uitgeverij.
Vervolgens werd in 1983, als belangrijkste evenknie van galerie De Zwarte Panter, de vzw “Vrienden van de Zwarte Panter” opgericht, waarvan Raemdonck stichter-beheerder is, naast voorzitter Jan Van Broekhoven die in 2024 werd opgevolgd door Ernest Van Buynder. De vzw staat in voor een ondersteuning van de culturele nevenactiviteiten van de kunstgalerie. Naast tentoonstellingen werden immers concerten gehouden en underground-films geprojecteerd, dichtbundels en publicaties voorgesteld, maar ook bibliofiele uitgaven verzorgd.
Van 1993 tot 2003 was Adriaan Raemdonck stichtend lid van de commissie Kunst op de RUCA-campus.
Van 1994 tot 1996 was hij Vlaams voorzitter en van 1997 tot 2024 nationaal voorzitter van BUP (Belgische Moderne en Hedendaagse Kunstgaleries). En van 2007 tot 2020 was hij voorzitter van FEAGA (The Federation of European Art Galleries Association). Hij werd telkens opgevolgd door Sofie Van de Velde. Van beide is hij erevoorzitter. Sinds 2005 is hij jurylid voor de jaarlijkse FEAGA Awards.
Op 12 november 2008 werd de galeriehouder voor zijn verdiensten benoemd tot ridder in de Kroonorde.
In 2009 werd de Parnassusprijs voor het eerst aan hem toegekend. Deze prijs werd door het Vlaams Fonds voor de Letteren in het leven geroepen “om personen te eren die zich opmerkelijk verdienstelijk hebben gemaakt voor de Vlaamse literatuur zonder zichzelf in de schijnwerpers te plaatsen.”
En op 28 mei 2011 kreeg hij de Cultuurprijs 2011 van de provincie Antwerpen. De jury omschreef zijn verdienste als volgt: "Zijn hoogst eigenzinnig engagement voor de hedendaagse kunst, gegroeid met een internationale dimensie, maken hem tot een stuwende kracht in het kunst- en cultuurleven in de provincie Antwerpen en ver daarbuiten. Zijn kunstgalerie De Zwarte Panter had geen louter commerciële functie, maar moest een trefpunt zijn van beeldende kunstenaars, muzikanten, schrijvers en kunstliefhebbers opdat er onvoorziene kruisbestuivingen konden ontspringen. Al meer dan 40 jaar onafgebroken gepassioneerde inzet maken deze man tot een levend cultuurmonument."
In 2018 vierde de galerist zijn 50-jarige jubileum als galeriehouder. Dit ging niet onopgemerkt voorbij, daar hij op 11 juli 2018 het Ereteken van de Vlaamse Gemeenschap ontving. De Vlaamse Regering huldigt hiermee personen die verdienstelijk zijn geweest, ten aanzien van de Vlaamse Gemeenschap of het Vlaamse Gewest of die, vanwege hun uitzonderlijke talenten, hebben bijgedragen tot het positieve imago en de uitstraling van Vlaanderen. Voorts komt Raemdonck aan bod in het radioprogramma Touché van Friedl' Lesage en in het tv-programma Winteruur van Wim Helsen, en er vindt een grote overzichtstentoonstelling, met name "Schilders & schrijvers: vijftig jaar galerie De Zwarte Panter in druk" plaats, in de Nottebohmzaal van de Erfgoedbibliotheek Hendrik Conscience.
In 2019 werd de documentaire "Ik schilder met schilders" van regisseur Jacques Servaes gelanceerd, die een historische en persoonlijke terugblik biedt op het leven en de professionele carrière van Adriaan Raemdonck. Via zijn verhaal krijgen we een inkijk in een halve eeuw beeldende kunst en de culturele en maatschappelijke evolutie in Vlaanderen. Bekenden van de galerie, waaronder Jan Decleir, Tom Barman, Jeroen Olyslaegers, Anne-Mie Van Kerckhoven, Fred Bervoets, Jan Vanriet en Jan Mulder, confronteren Adriaan Raemdonck met de geschiedenis en de toekomst van de galerie.
In 2023 verschijnt "De panter praat", waarin twaalf postulaten dienen als emblemen om meer dan vijftig jaar kunstgeschiedenis te markeren. 
Dankzij de bemiddeling van Adriaan Raemdonck schonk in 2023 de Amsterdamse orkestdirecteur Siewert Verster vijf schilderijen van Ysbrant van Wijngaarden en schonk de Amerikaanse Stéphane Janssen Trust twee schilderijen van Fred Bervoets en een schilderij van Jan Cox aan het Koninklijk Museum voor Schone Kunsten van Antwerpen. Deze schenkingen werd er geëxposeerd van 1 juli 2023 tot 3 september 2023.
Op 12 maart 2024 was hij te gast in het satirische actualiteitenmagazine De ideale wereld. In mei dat jaar was hij te zien in aflevering zes van het televisieprogramma Dwars door de Lage Landen, als ooggetuige van de grote brand van de Antwerpse Sint-Pauluskerk in de nacht van 2 op 3 april 1968.

### Persoonlijk
Adriaan Raemdonck is de levenspartner van kunstenaar Frieda Van Dun (Weelde, 1951). 
Frans Heirbaut (Sinaai, 1948) maakte in 2013 een beeld van Raemdonck, samen met zijn hond Fleur, opgesteld aan de ingang van galerie De Zwarte Panter.
- Gemeinsame Normdatei: 1313529818
- International Standard Name Identifier: 0000 0000 2957 5407
- Library of Congress Control Number: n88299508
- Nederlandse Thesaurus van Auteursnamen: 181060396
- Virtual International Authority File: 65580193
- WorldCat: E39PBJrcjbbTdpvj7RyHVkWMT3